# Saint-Laurent-de-Vaux
Saint-Laurent-de-Vaux è una località appartenente al comune francese di Vaugneray, situato nel dipartimento del Rodano della regione Alvernia-Rodano-Alpi.

## Storia
È stato un comune autonomo fino al 1º gennaio 2015 quando si è fuso con il comune di Vaugneray.

## Società

### Evoluzione demografica
Abitanti censiti